# Pere Marquette River
Der Pere Marquette River ist ein 111 km (einschließlich Quellflüssen) langer Fluss im US-Bundesstaat Michigan. Er entwässert ein Areal von 1955 km². Der mittlere Abfluss am Pegel USGS 04122500 bei Scottville beträgt 20,5 m³/s. Der Fluss wurde nach dem französischen Jesuit und Entdecker Jacques Marquette benannt.

## Verlauf
Der Pere Marquette River entsteht am Zusammenfluss seiner beiden Quellflüsse Middle Branch und Little South Branch Pere Marquette River südlich der Ortschaft Baldwin. Er strömt in überwiegend westlicher Richtung durch den Manistee National Forest. Der Fluss weist keine Dämme oder Staustufen auf. Er passiert die Ortschaft Scottville und erreicht die Mündungsbucht Pere Marquette Lake, die bei der Kleinstadt Ludington mit dem Michigansee verbunden ist.

## Natur und Umwelt
Ein 106 km langer Flussabschnitt des Pere Marquette River besitzt den Status eines National Wild and Scenic River und ist als scenic klassifiziert. Der geschützte Gewässerabschnitt beginnt an der Einmündung von Middle Branch und Little South Branch Pere Marquette River und endet am U.S. Highway 31. Ferner wurde der Fluss vom Bundesstaat Michigan als Natural River und als Blue Ribbon Trout Stream klassifiziert. Im Fluss gibt es größere Populationen an Lachsen und Steelhead-Forellen (die anadrome Wanderform der Regenbogenforelle).